# دورجی چودن
آوم دورجی چودن (زادهٔ ۵ دسامبر ۱۹۶۰) یک سیاستمدار بوتانی است. او در سال ۲۰۱۳ به‌عنوان وزیر وزارت کار و اسکان عمومی بوتان منصوب شد و نخستین زنی بود که به مقام وزارت در کابینهٔ بوتان رسید.

## تحصیلات
او تحصیلات ابتدایی و متوسطهٔ خود را در بوتان گذراند و مدرک کارشناسی خود را در رشتهٔ مهندسی عمران از مؤسسه فناوری بیرلا در رانچی، جارکند، هند دریافت کرد. همچنین، او دارای مدرک کارشناسی ارشد در مدیریت عمومی از دانشگاه سیراکیوز در ایالات متحده است.

## سوابق کاری در بخش دولتی
چودن فعالیت خود را به‌عنوان دستیار مهندس در ادارهٔ کارهای عمومی آغاز کرد و به این ترتیب نخستین مهندس زن در بوتان شد. او سپس به‌عنوان رئیس بخش مهندسی بهداشت عمومی بوتان فعالیت کرد. در ژانویهٔ ۲۰۰۰، به‌عنوان مدیر سازمان استاندارد و کنترل کیفیت بوتان منصوب شد. در ژانویهٔ ۲۰۰۶ نیز به‌عنوان کمیسر کمیسیون مبارزه با فساد بوتان، که در همان سال به‌عنوان نهادی مستقل تأسیس شده بود، منصوب شد.
در دوران خدمت در دولت، او نمایندگی مسائل فنی و جنسیتی را در انجمن‌های ملی، منطقه‌ای و بین‌المللی برعهده داشت. در سال ۲۰۰۸، بوتان از پادشاهی به پادشاهی مشروطه تبدیل شد، و برای شرکت در نخستین انتخابات پارلمانی بوتان، از کمیسیون مبارزه با فساد استعفا داد، زیرا قانون اساسی بوتان به کارمندان دولتی اجازهٔ شرکت در انتخابات را نمی‌دهد، اما در انتخابات شکست خورد. سپس در سال ۲۰۰۹، او به‌عنوان نمایندهٔ مقیم دستیار در واحد فقر و اهداف توسعهٔ هزاره در سازمان ملل متحد مشغول به کار شد و به موضوعات مربوط به فقر، اشتغال جوانان و توانمندسازی زنان تا سال ۲۰۱۲ رسیدگی کرد.

## دوران فعالیت سیاسی
در سال ۲۰۰۸، او به حزب دموکراتیک مردم (PDP)، نخستین حزب سیاسی ثبت‌شده در بوتان پیوست و برای نمایندگی حوزهٔ انتخابیهٔ تریمشینگ در ترشیگانگ به رقابت پرداخت. او با شکست سنگینی مواجه شد و موقتاً از سیاست کناره‌گیری کرد و به همکاری با سازمان ملل متحد پرداخت.
در سال ۲۰۱۲، او از سازمان ملل متحد استعفا داد و به حزب تازه‌تأسیس درک نیامروپ تشوگپا (DNT) پیوست. او به ریاست این حزب رسید و بدین‌ترتیب یکی از نخستین زنانی شد که در بوتان به رهبری یک حزب سیاسی رسید همراه با لیلی وانگچوک، رئیس حزب درک چیروانگ تشوگپا در انتخابات مقدماتی ۳۱ مه ۲۰۱۳، او پیروزی چشم‌گیری در حوزهٔ انتخابیه خود کسب کرد، اما حزب او موفق نشد. تنها حزب دموکراتیک مردم و درک فونسام تشوگپا به مرحله نهایی انتخابات راه یافتند و در انتخابات مقدماتی اکثریت آرا را کسب کردند.
در این مرحله، او با دعوت حزب دموکراتیک مردم دوباره به این حزب پیوست، اگرچه گمانه‌زنی‌هایی مبنی بر پیشنهاد کرسی از سوی دی‌پی‌تی نیز وجود داشت. با این حال، قانون اساسی بوتان ائتلاف‌های سیاسی را نمی‌پذیرد، و او به ائتلاف با حزب دموکراتیک مردم متهم شد. ازآنجا که چودن رئیس درک نیامروپ تشوگپا بود، بسیاری این اقدام او را نشانه‌ای از اشتیاق به قدرت دانستند. علیرغم انتقادات، او به حزب دموکراتیک مردم پیوست و در انتخابات عمومی ۱۳ ژوئیه ۲۰۱۳ به پیروزی رسید. این حزب او را برای هدایت وزارت کار و اسکان عمومی بوتان انتخاب کرد و او نخستین وزیر زن در بوتان شد.
او پس از بیان نظراتی دربارهٔ تبعیض جنسیتی در بوتان در رسانه‌ها، با جنجال‌هایی روبه‌رو شد. یک وب‌سایت منتقد نیز مقاله‌ای در انتقاد از این اظهارات منتشر کرد. به‌علاوهٔ مسئولیت وزارت، او رئیس کمیسیون ملی زنان و کودکان بوتان و رئیس شهر آموزش بوتان نیز هست.